# Дони-Добрун
Дони-Добрун (серб. Доњи Добрун / Donji Dobrun) — село в общине Вишеград Республики Сербской Боснии и Герцеговины. Население составляет 92 человека по переписи 2013 года.